# ゼムラ蜂起
ゼムラ蜂起（ぜむらほうき、英語:Zemla Intifada、Zemla Uprising) は、1970年6月17日に現在の西サハラであるスペイン領サハラのアイウンにあるゼムラ地区で起き、スペイン外人部隊による虐殺(2〜11人が犠牲となった)で終結した騒乱である。

## デモ行為
秘密団体であるハラカト・タハリールは、スペインによる西サハラの支配への抗議を目的にした嘆願書を読み上げるためにデモを呼びかけた。1970年6月17日、スペイン総督ホセ・マリア・ペレス・デ・レマ・イ・テヘロに対し、平和的に嘆願書が読み上げられた。

## 暴動
スペイン総督からの命令によりデモ隊が解散させられた後、警察はハラカト・タハリールの指導者たちを逮捕しようとした。警察の行動に対し、デモ隊は投石で応戦した。スペイン側はスペイン外人部隊を呼び、デモ隊に対し発砲し少なくとも11人を殺害した。

## 余波
事件から数年後、スペインの治安部隊によって創設者であるムハンマド・バシリと言ったハラカト・タハリールの活動家たちが逮捕され、拘留された。バシリは1970年に逮捕された後、牢獄で強制失踪した。
ゼムラでのデモはハラカト・タハリールを終焉へと導いた。数百人の支持者が逮捕され、他のデモの参加者はスペイン領サハラから退去させられた。ゼムラでのデモが鎮圧されたことは、西サハラの反植民地運動を武力闘争へと駆り立てた。3年後、サハラウィー人の軍事ナショナリスト団体であるポリサリオ戦線が結成された。